# Tinomiscium nicobaricum
Tinomiscium nicobaricum är en tvåhjärtbladig växtart som beskrevs av N.P. Balakrishnan. Tinomiscium nicobaricum ingår i släktet Tinomiscium och familjen Menispermaceae. Inga underarter finns listade i Catalogue of Life.